# Juventus Italia Football Club 1920-1921
Questa pagina raccoglie i dati riguardanti la Juventus Italia Football Club nelle competizioni ufficiali della stagione 1920-1921.

## Stagione
Nella stagione 1920-1921 la Juventus Italia ha disputato il girone F della Prima Categoria lombarda. Gli 8 punti ottenuti sul campo non le hanno permesso di accedere al girone di finale.

## Rosa
| N. |                   | Ruolo | Calciatore         |
| -- | ----------------- | ----- | ------------------ |
|    | Italia (bandiera) | A     | Dino Cavalleri     |
|    | Italia (bandiera) | C     | Riccardo Cerri     |
|    | Italia (bandiera) | C     | Carlo Confalonieri |
|    | Italia (bandiera) | A     | Fausto Faglioni    |
|    | Italia (bandiera) | D     | Secondo Fregosi    |
|    | Italia (bandiera) | P     | Martinet           |
|    | Italia (bandiera) | D     | Umberto Milocco    |
|    | Italia (bandiera) | A     | Ermanno Missaglia  |

| N. |                           | Ruolo | Calciatore           |
| -- | ------------------------- | ----- | -------------------- |
|    | non conosciuta (bandiera) | A     | Pagenstecher         |
|    | Italia (bandiera)         | D     | Cesare Paltenghi     |
|    | Italia (bandiera)         | P     | Mario Rossetti       |
|    | Italia (bandiera)         | C     | Gaspare Sacchi       |
|    | Italia (bandiera)         | C     | Scagliotti           |
|    | Italia (bandiera)         | D     | Giuseppe Sessa       |
|    | Italia (bandiera)         | A     | Tolomeo Tognasso (I) |
|    | Italia (bandiera)         | A     | Clemente Vitale      |

## Risultati

### Prima Categoria

#### Girone F lombardo

##### Girone di andata
| Arbitro: | Tradico (Milano) |

|                             |           |             |
| Corio 30’ Maltagliati 59’ ? | Marcatori | 57’ Bianchi |

| Arbitro: | Orlandini (Milano) |

|                            |           |       |
| Marenzi 7’ Quadri 44’, 51’ | Marcatori | 83’ ? |

| Arbitro: | Panzeri (Milano) |

|                         |           |             |
| ? 55’ ? 62’ ? 70’ ? 85’ | Marcatori | 36’ ? 50’ ? |

##### Girone di ritorno
| Arbitro: | Brambilla (Milano) |

|                                                                   |           |  |
| Bianchi 10’, 22’, 65’, ?’, 73’ Vitali 14’ (rig.) Santagostino 72’ | Marcatori |  |

| Arbitro: | Tradico (Milano) |

|                            |           |              |
| Missaglia 15’ Tognasso 59’ | Marcatori | 46’ Orsenigo |

| Arbitro: | Grassi |

|  |           |                      |
|  | Marcatori | 22’ (rig.) Peltenghi |